# Los Antiguos
Los Antiguos ist eine Kleinstadt mit rund 2.000 Einwohnern (2001, INDEC) in Patagonien in Argentinien. Sie liegt im Departamento Lago Buenos Aires der Provinz Santa Cruz am Südufer des 1.850 km² großen argentinisch-chilenischen Grenzsees Lago Buenos Aires (in Chile: Lago General Carrera), des zweitgrößten Sees in den Anden nach dem Titicacasee. Los Antiguos ist ein Grenzort, ihm liegt auf chilenischer Seite der Ort Chile Chico gegenüber. Los Antiguos liegt am rechten Ufer des gleichnamigen Flusses, der hier in den Lago Buenos Aires mündet.
Die Landschaft wird geprägt durch die östlichen Ausläufer der Anden. Südlich des Ortes ragen vor allem der Piedras Sueltas (2.235 m, hier entspringt der genannte Fluss) und der Cerro Zeballos (2.748 m) empor. Das Tal, in dem Los Antiguos liegt, hat ein für Patagonien mildes Mikroklima, daher können hier Kirschen, Erdbeeren, Himbeeren, Brombeeren und Äpfel kultiviert werden. Da vor allem Kirschbäume dominieren, gilt Los Antiguos als Hauptstadt des argentinischen Kirschanbaus. Die zahlreichen Bewässerungsgräben tragen zum schönen Erscheinungsbild von Ort und Umgebung bei. Die Häuser haben angesichts der Schneefälle im Winter (vor allem zwischen April und August) einen „alpinen“ Charakter, zumal auch Nadelbäume häufig anzutreffen sind.
Der Ort hat sich durch seine Lage auch zu einem Touristenzentrum entwickelt. Neben Skifahren sind hier auch ausgedehnte Wanderungen, Fischen und Bootsausflüge möglich. Auch archäologische Stätten befinden sich in der Nähe, ebenso eine Goldmine. Der Name der Ortschaft (zu Deutsch: „die Alten“) weist auf einen indianischen Ursprung hin; die Patagonier nannten die Gegend i-keuk-kenk, was so viel heißt wie „meine Vorfahren“ und von den spanischsprachigen Siedlern entsprechend übernommen wurde. Allerdings dauerte es bis etwa 1900, ehe Argentinier hier dauerhaft siedelten. Neben patagonischen Indianern siedelten hier Einwanderer mit häufig mittel- und osteuropäischen Vorfahren. Stadtrechte erhielt Los Antiguos 1970. Während das 20. Jahrhundert einen kontinuierlichen Aufschwung der Gegend mit sich brachte, trat mit dem Ausbruch des 2.600 Meter hohen Vulkans Cerro Hudson (auf chilenischer Seite, rund 100 Kilometer nordwestlich von Los Antiguos) im Jahr 1991 eine Krise ein. Der Ausbruch kostete zwar keine Menschenleben, löste aber eine wirtschaftliche Depression aus, da nun viele Touristen ausblieben.
Die Stadt ist verkehrstechnisch gut erschlossen – durch die Provinzstraße 43, die Los Antiguos mit Perito Moreno, 45 Kilometer östlich, verbindet, wo Anschluss an die Nord-Süd-Verbindung von Mendoza nach Punta Arenas besteht. In der Umgebung befinden sich auch sehenswerte Höhlen, so die Cueva de Altamira mit prähistorischen Felszeichnungen oder die Cueva de las Manos (gehört zum Kulturerbe der Menschheit). 80 Kilometer südlich von Los Antiguos befindet sich der Nationalpark Perito Moreno, während auf chilenischer Seite die Nationalparks Laguna San Rafael und Los Huemules liegen.